# Драгослава Вијоровић
Драгослава Вијоровић (Крагујевац, 1908) српска је вајарка.

## Биографија
Рођена је 1908. године у Крагујевцу. Вајарске студије је започела у атељеу Петра Палавичинија, а 1929. је уписала Уметничку школу у Београду. Од 1934. године излаже на Јесењим и Пролећним изложбама у Београду. Члан је Удружења ликовних уметника Србије од 1937. Учествовала је у бројним колективним изложбама, неке од њих су Шеста пролећна изложба 1934, прва изложба Савеза ликовних уметника Југославије у Уметничком павиљону „Цвијета Зузорић” 1949, „Савремена српска скулптура” 1957, „Петар Палавичини и његови ученици” у Ликовној галерији Културног центра Београда 1969. и „Југословенска скулптура 1870—1950” у Музеју савремене уметности у Београду од маја до септембра 1975. године.